# Avadi
Avadi (en tamil: ஆவடி ) es una localidad de la India en el distrito de Tiruvallur, estado de Tamil Nadu.

## Geografía
Se encuentra a una altitud de 27 m.s.m. a 20 km de la capital estatal, Chennai, en la zona horaria UTC +5:30.

## Demografía
Según estimación 2010 contaba con una población de 271 385 habitantes.